# Julius Hopp
Pour les articles homonymes, voir Hopp.
Julius Hopp, né le 18 mai 1819 à Graz et décédé le 28 août 1885 à Vienne est un compositeur, chef d'orchestre, arrangeur et traducteur autrichien.

## Biographie
Fils de l'acteur et poète Friedrich Hopp, Julius Hopp est surtout connu dans les années 1860 et 1870 pour ses adaptations des opérettes d'Offenbach au Theater an der Wien où il est chef d'orchestre. Il compose également des parodies, des farces et pièces folkloriques mais il obtient ses plus grands succès comme traducteur d'opéras et d'opérettes françaises.
Ses propres œuvres, comme Das Donauweibchen ou Morilla, malgré leur richesse mélodique, n'obtiennent qu'un succès mitigé. Par contre, Margarethl und Fäustling fait l'objet de nombreuses représentations.
Julius Hopp se produit jusqu'en 1880 au Theater in der Josefstadt. Après, devenu malentendant et incapable de travailler, il sombre dans la misère. Il décède le 28 août 1885 dans l'asile d’État de Basse-Autriche au Brünnlfeld à Vienne-Alsergrund. Il est enterré dans le cimetière central de Vienne le 31 août. Le coût des funérailles est pris en charge par Leopold Friedrich von Hofmann (1822 à 1885), directeur général du théâtre de cour de Vienne.

## Œuvres principales
- Oesterreichs Flüsse (Livret: Carl Paul), 1854
- Der Bräutigam in Hemdärmeln oder Vetter Fritz (Livret: Karl Julius), 1854
- Eine Vorstadt-G'schicht' (Livret: O. F. Berg), 1858
- Ein Wiener Kind (Livret : Therese Megerle), 1858
- Bruder und Brüderln (Livret : Karl Stein), 1858
- Im Dorf (Livret: Therese Megerle), 1858
- Ein gebrochenes Wort (Das Erbtheil der Waise) (Livret : Therese Megerle), 1859
- Zwei Mann von Heß (Livret : Anton Langer), 1860
- Anna die schöne Kellnerin (Livret : H. Riedl), 1860
- Fesche Geister von anno dazumal (Das Kind des Regiments) (Livret : O. F. Berg), 1862
- Margrethl/Margarethl und Fäustling, 1862
- Ein Deutschmeister (Livret : Karl Elmar), opérette, 1863
- Auroras Geheimniß (Livret : Julius Megerle), 1863
- Eine leichte Person (Livret : O. F. Berg), 1863
- Er nimmt auf seine Frau Geld auf (Livret : Franz Biringer), 1864
- Herr Arthur Gareißl (Livret : [A. Bahn), 1864
- Der halbe Mensch (Livret : O. F. Berg), 1864
- Der Postillion von Langenlois (Livret : Julius Bittner), 1864
- Ein Wiener Findelkind (Livret : Therese Megerle), 1864
- Die fesche Godel (Livret : Ferdinand Heim), 1865
- Das Donauweibchen und der Ritter vom Kahlenberg (Livret : J. Hopp und Paul Krone), opérette, 1866
- Auf einem Vulkan (Livret : Alois Berla), Livret : 1867
- Der Freischütz, 1867
- Morilla, opérette, 1868
- Hammlet opérette, 1874